# هند بوهيا
هند بوهيا (مواليد 1973، الدار البيضاء، المغرب) تقلدت مسؤوليات عديدة قبل تعيينها مديرة عامة لبورصة الدار البيضاء سنة 2008. برزت خلال نفس السنة لائحة أقوى امرأة في العالم لعام 2008 التي تصدرها مجلة فوربس. 
وعينت هند بوهيا في 18 فبراير 2008 مديرة عامة لـبورصة الدار البيضاء، وهو المنصب الذي تم استحداثه بمديرية البورصة، وتشرف على مجموعة من المديريات الداخلية بالبورصة. 
هند بوهيا حاصلة على دبلوم المدرسة المركزية بباريس ودرست بـجامعة هارفارد، بعد أن أعدت رسالة دكتوراه في البحث الميداني حول اقتصاد التنمية، والتحقت بعد ذلك بالبنك الدولي .

## مسيرتها المهنية
من 1996-2000 أصبحت خبيرة اقتصادية شابة محترفة في بلدان مختلفة في أمريكا اللاتينية وشرق آسيا، قبل أن تصبح في سنة 2000 رئيسة لموظفي نائب رئيس منطقة الشرق الأوسط وجنوب إفريقيا.
في بداية عام 2001 أصبحت المديرة المالية للبنك الدولي لإدارة العمليات والأسواق المالية والخزينة و مسؤولة عن إصدار ومراقبة سوق الأوراق المالية لسندات البنك الدولي الدولية المقومة بالعملات الناشئة.
في نهاية عام 2004 ، تركت البنك الدولي لتصبح المستشار الاقتصادي للوزير الأول إدريس جطو ، حيث شغلت منصب مدير الاستثمار والشؤون الاقتصادية، كانت مهمتها آنذاك تنفيذ وتنسيق الملفات والمشاريع الخاصة بالاستثمار والصناعة (خطة الانطلاق) والسياحة. فضلا عن تطوير وتنفيذ العقود الإطارية لقطاعين. مراقبة هيئة الاستثمار مكلفة بتطوير اقتراح المغرب لحساب تحدي الألفية بقيمة 700 مليون دولار 5.
في عام 2008 أصبحت العضو المنتدب وعضو مجلس إدارة بورصة الدار البيضاء.
مابين سنتي 2019 إلى 2021 أصبحت أستاذة للتنمية المستدامة وتغير المناخ العلوم الاقتصادية والاجتماعية في جامعة محمد السادس للفنون التطبيقية (UM6P) في بن جرير.